# علم أرض الصومال
علم أرض الصومال هو العلم الذي يستخدم في منطقة صوماليلاند ذاتية الحكم الصومالية. والتي أعلنت استقلالًا من جهة واحدة عام 1991. وهو يحتوي على ألوان أغلبية أعلام الدول العربية من الأخضر والأبيض والأحمر والأسود. وهناك لفظ الشهادتين بالخط الأبيض على الشريط العلوي الأخضر، مماثلة للشهادتين في العلم السعودي. اشتقت ألوان العلم الصوماليلاندي من علم الحركة الوطنية الصومالية.
وينص دستور أرض الصومال، والذي اعتمد في استفتاء 31 مايو 2001. على:
المادة 7: العلم، والشعار والنشيد الوطني
1. يتكون علم جمهورية أرض الصومال من ثلاثة أقسام أفقية متوازية ومتساوية، ولون القسم العلوي الأخضر ومدرج في وسطه باللون الأبيض باللغة العربية لا إله إلا الله محمد رسول الله، لا إله إلا لله، وأن محمدا رسول الله؛ القسم الأوسط هو الأبيض وفي وسطه نجمة سوداء. ولون القسم السفلي هو الأحمر البسيط.

## معنى ألوان العلم
- الأخضر: يرمز إلى الإسلام.

- الأبيض: يرمز إلى النقاء.

- الأحمر: يرمز إلى الكفاح من أجل استقلال صوماليلاند عن الصومال.

- الأسود: يرمز إلى قارة أفريقيا.

## الاستخدام
يتعامل مع العلم باحترام وبعناية لورود لفظ الشهادتين فيها. فيحظر لذلك تنكيس العلم في الحداد. ويعدّ تنكيسها جريمة يعاقب علها القانون. وتنطبق هذه القاعدة على علمي السعودية وإيران. وعلم العراق لوجود عبارة التكبير فيه.

## أعلام بديلة

العديد من أعلام أرض الصومال يستبدل فيها اللون الأحمر بالبرتقالي

على الرغم من أن المادة 7 من الدستور ينص بوضوح على أن الجزء السفلي من العلم يكون باللون الأحمر، إلا أنه قد ظهر العديد من النسخ مع اللون البرتقالي بدلا من الأحمر. وكذلك النجمة، يتم استخدام نجمة مقلوبة على نطاق واسع جدا.
بعض الأعلام لا يحتوي القسم العلوي على الشهادتين، وهناك أعلام أخرى تكون لفظ الشهادتين مكتوبة على كامل الشريط الأخضر.

## التاريخ

### 1903 - 1950
عندما احتلت بريطانيا الجزء الشمالي الغربي من الصومال الحالي، قامت بتأسيس محمية أسمتها أرض الصومال الإنجليزي. ومثل العديد من دول الكومنولث كان العلم أزرقا، مع وجود العلم البريطاني في الجزء العلوي ناحية السارية، مع صورة للظبي المحلي على دائرة بيضاء. وكان العم يرفع على السفن المحلية المباني الحكومية في الإقليم.

### 1950 - 1960
تم إضافة التاج الملكي بين قرون الظبي، للإشارة إلى العائلة الملكية ولإمبراطورية البريطانية. كما أصبح وجهة الظبي أمامية، وأضيف شعار يتكون من الدرع الصومالي في الأعلى مع رمحين متقاطعين، أسفل منه منارة صفراء بخلفية حمراء، وبجانبه توجد مركب شراعي على أمواج البحر، أسفل منه توجد مرساة زرقاء.

### 1960 - 1991
باستقلال أرض الصومال عام 1960، اعتمد علم جديد يتكون من خلفية زرقاء تتوسطها نجمة خماسية بيضاء. وبعد اتحادها مع الجنوب اعتمد العلم الجديد رسميا.

### 1991 - 1996
بعد إعلان إعادة استقلال الصومال من جهة واحدة عام 1991، اعتمد علم مؤقت تكوّن من خلفية بيضاء تتوسطها دائرة خضراء كُتِب حولها لفظ الشهادتين على شكل مداري.

## أعلام تاريخية

1884 - 1903
1903 - 1950
1950 - 26 يونيو 1960
دولة أرض الصومال 26 يونيو 1960 - 1 يوليو 1960 الصومال 1 يوليو 1960 - 18 مايو 1991
18 مايو 1991 - 14 أكتوبر 1996
14 أكتوبر 1996 - حتى الآن

## أعلام عسكرية

القوات المسلحة الصوماليلاندية
الجيش الوطني الصوماليلاندي
خفر السواحل الصوماليلاندي
الشرطة الصوماليلاندية

## أعلام مشابهة
الجدير بالذكر أن علم صوماليلاند الحالي لديه بعض أوجه التشابه مع علم إيران منذ عام 1996.

علم إيران
علم المجر
علم طاجيكستان